# Over the Shoulder
«Over the Shoudler» (с англ. — «За плечом») — песня американской рок-группы Ministry, пятый трек и единственный сингл из их второго студийного альбома Twitch 1986 года. Написана Элом Йоргенсеном, спродюсирована Эдрианом Шервудом. Сингл был выпущен в ноябре 1985 года на грампластинках формата 12", став первым релизом Ministry на лейбле Sire Records.

## Композиция
«Over the Shoulder» — ранний образец стиля электро-индастриал; некоторые авторы также относят песню к синтипопу и синтироку. В альбоме песня идёт пятым треком длительностью пять минут тринадцать секунд; сингл-версия имеет длительность шесть минут сорок три секунды. В музыкальном плане композиция состоит из множественных слоев закольцованных синтезаторных линий с характерным паттерном драм-машины и «слабой» вокальной партией Эла Йоргенсена. Во время выхода сингла комментаторы Billboard видели в этом подходе сатиру на музыку групп Bee Gees и Scritti Politti; в марте 1986 года — во время выхода Twitch — колумнист Spin Джон Лиленд в обзоре сингла положительно оценил работу Эдриана Шервуда над «типично банальными» идеями Йоргенсена. В 2006 году журналист Miami New Times Джин Кэри сравнивал инструментовку «Over the Shoulder» со звуком «гигантского москита», тогда как в 2016 году редактор портала TeamRock Алек Чиллингворт оценивал её как шаг вперёд в сторону дальнейшего ухода от ориентированного на синтипоп звучания дебютного альбома Ministry — With Sympathy 1983 года.
Сингл-версия «Over the Shoulder» и её би-сайд «The Isle of Man» вошли дополнительными треками на компакт-дисковую версию Twitch в 1990 году; песня также планировалась к выпуску на сборнике Greatest Fits в 2001 году, но была отклонена из-за ограничений формата.

## Список композиций
| №  | Название                          | Длительность |
| -- | --------------------------------- | ------------ |
| 1. | «Over the Shoulder» (12" Version) | 6:44         |
| 2. | «Isle of Man» (Version II)        | 4:33         |
| 3. | «Twitch» (Version II)             | 1:59         |

## Участники записи
- Эл Йоргенсен (записан как Al Jourgenson) — написание и исполнение;
- Эдриан Шервуд[англ.] — продюсирование.